# Nord-Norge
Nord-Norge (în bokmål), Nord-Noreg (în nynorsk) sau Davvi-Norga (în sami) este o regiune geografică din nordul Norvegiei. Este constituită din provinciile (fylke) Nordland și Troms og Finnmark, care având 112.973 km², reprezintă aproximativ 35% din suprafața totală a statului, dar cu 484.546 locuitori (2017) reprezintă doar nouă la sută din populație.
În traducere înseamnă Norvegia de Nord.
Cele mai mari orașe sunt (de la sud la nord): Mosjøen, Mo i Rana, Bodø, Narvik, Harstad, Tromsø, Alta și Hammerfest.
Nord-Norge găzduiește ghețarul Svartisen, arhipelagurile Lofoten și Vesterålen. Peninsula Nordkinn, este capătul de nord al Europei continentale care se află în Nord-Norge. Regiunea este cunoscută și pentru soarele de la miezul nopții și pentru aurora boreală.